# Cicindela bellissima
Cicindela bellissima este o specie de insecte coleoptere descrisă de Charles William Leng în anul 1902. Cicindela bellissima face parte din genul Cicindela, familia Carabidae.

## Subspecii
Această specie cuprinde următoarele subspecii:
- C. b. bellissima
- C. b. frechini